# Embraer EMB 314 Super Tucano
Embraer EMB 314 Super Tucano znan tudi kot ALX ali A-29 je enomotorni turbopropelerski lahki jurišnik, ki ga je razvil Embraer na podlagi Tucana. Poganja ga 1600 konjski Pratt & Whitney Canada PT6A-68C, ki je dvakrat močnejši kot na EMB 312 Tucano. Lahko se uporablja tudi kot šolsko vojaško letalo. 
Super Tucano ima širok razpon oborožitve, strojnice, topovi, nevodene rakete, vodene rakete in precizno vodene bombe.

## Specifikacije(EMB 314 Super Tucano)
Podatki iz Type Analysis: Embraer Super Tucano (All specifications from Janes 2010-2011 unless otherwise indicated)
Splošne karakteristike
- Posadka: 2
- Tovor: 1500 kg (3307 lb)
- Dolžina: 11,38 m (37 ft 4 in)
- Razpon kril: 11,14 m (36 ft 6,5 in)
- Višina: 3,97 m (13 ft 0,25 in)
- Površina kril: 19,4 m² (208,8 sq ft)
- Teža praznega letala: 3200 kg (7055 lb)
- Maks. vzletna teža: 5400 kg (11905 lb)
- Pogon letala:  ×  turboprop Pratt & Whitney Canada PT6A-68C 1x Hartzell 5-kraki propeler z nastavljivim vpadnim kotom, 1196 kW (1600 KM)  vsak

 Zmogljivost 
- Maks. hitrost: 590 km/h (319 vozlov, 367 mph)
- Potovalna hitrost: 520 km/h (281 vozlov, 323 mph)
- Hitrost porušitve vzgona: 148 km/h (80 vozlov, 92 mph)
- g-obremenitev: +7/-3,5 g)
- Doseg: 720 nmi (827 milj, 1330 km)
- Bojni radij: 550 km (300 nmi, 342 milj) (način visoko-nizko-visoko in 1500 kg tovora)[5]
- Največji doseg: 1541 nmi (1774 milj, 2855 km)
- Trajanje leta: 8 ur 24 minut [6]
- Višina leta: 10668 m (35000 ft)
- Hitrost vzpenjanja: 24 m/s (1600 fpm)Oborožitev

- Strelno orožje: [7]

  - V notranjosti: 2x 12.7 mm (0.50 in) strojnice
  - Na nosilcih: 1x 20 mm (0.79 in)Nexter M20A1 avtomatski top
  - Na nosilcih: 1x 12,7 mm (0.50 in) FN Herstal HMP ali M3P strojnica
  - Na nosilcih: 7,62 mm (0.30 in)  Dillon Aero Minigun.[8]
- Nosilci za orožje: skupno 5, 4x pod krili in 1x pod trupom s kapaciteto do 1550 kg
- Rakete: 

  - 4x izstreljevalci 70 mm (2.75 in) LM-70/19 raket[9](SBAT-70[10][11])
  - 4x izstreljevalci 70 mm (2.75 in) LAU-68A/G raket[12]
- Izstrelki: 

  - Rakete zrak-zrak:
    - AIM-9L Sidewinder
    - MAA-1A Piranha
    - MAA-1B Piranha (v rzavoju)
    - Python 3
    - Python 4

  - Rakete zrak-zemlja
    - AGM-65 Maverick[9]
    - Delilah AL [13]
- Bombe: 

  - Splošne bombe:
    - (10x) Mk 81
    - (5x) Mk 82
    - M-117[14]

  - Zažigalne bombe
    - BINC-300[15]

  - Kasetne bombe
    - BLG-252

  - Precizno vodene bombe:
    - FPG-82 (v razvoju)[16]
    - SMKB-82[17] – INS/GPS guidance kit for Mk 82.
    - GBU-54 (v razvoju)[18]
    - GBU-38 (v razvoju)
    - GBU-39
    - Paveway II[19]